# Parroquia de Nuestra Señora de la Luz (La Isleta)
La Parroquia de Nuestra Señora de la Luz se ubica en el barrio de La Isleta de la ciudad de Las Palmas de Gran Canaria (España). Está consagrada a Nuestra Señora la Virgen de la Luz (Alcaldesa Honoraria de la ciudad y patrona del Puerto de la Luz).

## Historia
Los orígenes de la iglesia se remontan a la fundación de la ciudad de Las Palmas de Gran Canaria en 1478, pues se dice que los conquistadores castellanos celebraron la primera misa cristiana en la isla de Gran Canaria tras el desembarco en los arenales de La Isleta en este lugar y ante una primitiva imagen de la Virgen de la Luz.
Ya el 20 de abril de 1552 se data de la existencia de una capilla en el lugar, siendo el plano de 1559. En un tiempo, fue centro de atracción de fieles y devotos de toda la isla, como hoy lo es la Basílica de la Virgen del Pino en Teror o la Parroquia y Santuario de Nuestra Señora del Carmen en su mismo barrio, del cual es patrona.
La ermita fue erigida en parroquia el 29 de septiembre de 1900 y por esas fechas comienzan las obras del templo actual, bajo el impulso del obispo Pérez Muñoz y del entonces párroco López Cabezas. 
La iglesia actual se terminó de construir en el año 1913 siendo consagrada al año siguiente. La actual imagen de la Virgen de la Luz es una obra de José Luján Pérez, quién la talló en 1799 por encargo de la familia del capitán José de Arboniés. Cada segundo sábado del mes de octubre se celebran las Fiestas de la Virgen, conocidas como La Naval.

## Efemérides
- En 1954 con motivo de su bajada a la ciudad de Las Palmas de Gran Canaria por las Misiones predicadas en la ciudad por los jesuitas y misioneros del Inmaculado Corazón de María, la imagen de la Virgen del Pino visita la Parroquia de Nuestra Señora de la Luz justo el día de su llegada a la ciudad, el 28 de marzo. La imagen permanece en esta parroquia unas horas tras lo cual es trasladada a la Catedral de Canarias.[2]

- En el año 2000, las imágenes de la Virgen del Pino y el Cristo de Telde peregrinaron juntas hasta esta iglesia partiendo desde la Catedral de Canarias. El motivo fue la celebración del Año Jubilar, por lo que excepcionalmente la imagen del Cristo teldense visitó la capital grancanaria, siendo también bajada la Virgen del Pino desde su santuario de Teror.

- En el año 2014 se cumplió el centenario de la construcción de la actual parroquia con diferentes actos, populares y religiosos, y una procesión extraordinaria de la Virgen de la Luz por las calles de La Isleta.